# Ville-Savoye
Ville-Savoye és un municipi francès situat al departament de l'Aisne i a la regió dels Alts de França. L'any 2007 tenia 58 habitants.

## Demografia

### Població
El 2007 la població de fet de Ville-Savoye era de 58 persones. Hi havia 24 famílies de les quals 4 eren unipersonals (4 dones vivint soles i 4 dones vivint soles), 12 parelles sense fills i 8 parelles amb fills.
La població ha evolucionat segons el següent gràfic:
Habitants censats

### Habitatges
El 2007 hi havia 34 habitatges, 25 eren l'habitatge principal de la família, 7 eren segones residències i 2 estaven desocupats. Tots els 34 habitatges eren cases. Dels 25 habitatges principals, 23 estaven ocupats pels seus propietaris, 1 estava llogat i ocupat pels llogaters i 1 estava cedit a títol gratuït; 8 tenien tres cambres, 5 en tenien quatre i 12 en tenien cinc o més. 22 habitatges disposaven pel capbaix d'una plaça de pàrquing. A 10 habitatges hi havia un automòbil i a 9 n'hi havia dos o més.

### Piràmide de població
La piràmide de població per edats i sexe el 2009 era:
| Homes | Edats   | Dones |
| ----- | ------- | ----- |
| 0     | 95 o +  | 0     |
| 0     | 90 a 94 | 4     |
| 0     | 85 a 89 | 0     |
| 0     | 80 a 84 | 0     |
| 0     | 75 a 79 | 0     |
| 4     | 70 a 74 | 4     |
| 4     | 65 a 69 | 4     |
| 0     | 60 a 64 | 0     |
| 4     | 55 a 59 | 4     |
| 4     | 50 a 54 | 0     |
| 0     | 45 a 49 | 0     |
| 4     | 40 a 44 | 0     |
| 0     | 35 a 39 | 0     |
| 4     | 30 a 34 | 4     |
| 0     | 25 a 29 | 0     |
| 0     | 20 a 24 | 0     |
| 0     | 15 a 19 | 0     |
| 0     | 10 a 14 | 0     |
| 0     | 5 a 9   | 0     |
| 0     | 0 a 4   | 0     |

## Economia
El 2007 la població en edat de treballar era de 37 persones, 28 eren actives i 9 eren inactives. De les 28 persones actives 21 estaven ocupades (11 homes i 10 dones) i 7 estaven aturades (3 homes i 4 dones). De les 9 persones inactives 5 estaven jubilades i 4 estaven estudiant.

## Poblacions més properes
El següent diagrama mostra les poblacions més properes.